# 개요
개요, 요약, 요지, 초록은 연구 기사, 학위논문, 리뷰, 학술회의 프로시딩, 또는 특정 주제의 심도있는 분석의 간략한 요약이며 대개 독자가 논문의 목적을 빠르게 확인하기 위해 사용된다. 개요를 사용할 경우 개요는 무조건 본문의 처음에 위치한다.

## 목적 및 제한사항
학술 문헌에서는 초록(abstract)을 사용하여 복잡한 연구를 간결하게 전달한다. 초록은 전체 논문 대신 독립형 개체로 작동할 수 있다. 이처럼 초록은 많은 조직에서 포스터, 플랫폼/구두 발표, 학술회의 워크숍 발표 등의 형태로 발표하기 위해 제안된 연구를 선택하는 기초로 사용된다. 대부분의 서지 데이터베이스는 논문의 전체 텍스트를 제공하지 않고 초록만 색인화한다. 과학 논문의 전문은 저작권 및 출판사 비용 때문에 구입해야 하는 경우가 많으므로 초록은 전문의 재인쇄 또는 전자 형식에 대한 중요한 판매 포인트이다.
초록은 과학 논문의 주요 결과와 결론을 전달할 수 있지만, 방법론의 세부사항, 전체 실험 결과, 해석과 결론에 대한 비판적 논의를 위해서는 전문 논문을 참고해야 한다. 초록은 때때로 전체 보고서와 일치하지 않는다. 이는 전체 보고서를 참조하지 않고 초록에 있는 정보에만 의존하는 임상의를 오도할 가능성이 있다.
초록을 사용하면 연구자가 자신의 연구와 관련이 있을 것이라는 확신을 가질 수 있는 수많은 논문을 선별할 수 있다. 초록을 바탕으로 논문을 선택한 후에는 관련성을 평가하기 위해 주의 깊게 읽어야 한다. 참고문헌 인용은 초록에만 근거해서는 안 되고 논문 전체의 내용에 근거해야 한다는 것이 일반적으로 동의된다. 이는 초록이 전체 보고서나 논문을 완전히 대표하지 못할 수 있기 때문이다. 그러므로, 초록에 있는 정보에만 근거하여 참고문헌을 인용하는 것은 오해의 소지가 있을 수 있다.
PLOS 메디슨에 발표된 연구 결과에 따르면, "뉴스 매체의 연구 결과에 대한 과장되고 부적절한 보도"는 궁극적으로 많은 추상적 결론에서 연구 결과를 부정확하게 보도하거나 과도하게 해석하는 것과 관련이 있다. JAMA에 발표된 한 연구에서는 "초록과 본문 간의 데이터 불일치, 데이터 및 기타 정보를 초록으로만 보고하는 것은 상대적으로 흔하며 저자를 대상으로 한 간단한 교육적 개입은 그러한 빈도를 줄이는 데 효과적이지 않다."라고 결론지었다. 다른 저널 초록에 보고된 정보의 정확성과 전체 출판물의 텍스트에 보고된 정보의 정확성을 비교한 연구에서는 전체 기사의 본문과 일치하지 않거나 누락된 주장이 발견되었다고 언급되었다.

## 같이 보기
- 판결요지
- 학술회의
- 말뭉치 주석
- 추천서문